# Medicina regenerativa
La medicina regenerativa és una branca de la medicina que té l'objectiu de reparar o regenerar cèl·lules, teixits o òrgans que han estat danyats. Es tracta d'una disciplina a la interfície de la biologia molecular, la biologia sintètica i l'enginyeria de teixits. Actualment és un camp de recerca molt actiu que s'espera que portarà grans avenços en els propers anys.

## Tècniques utilitzades en medicina regenerativa
La medicina regenerativa utilitza diferents tècniques per tal d'aconseguir la reparació de les cèl·lules o òrgans danyats, que poden ser utilitzades en combinació per tal de maximitzar l'efecte.

### Teràpia gènica
Una de les maneres de promoure la reparació de teixits és la introducció de gens (l'anomenada teràpia gènica) en l'organisme que afavoreixin la capacitat de regeneració intrínsica del cos. Per exemple, amb l'objectiu de tractar el dany de medul·la espinal, una de les aproximacions és introduir gens que codifiquin per a proteïnes amb acció antiinflamatòria, que promoguin la regeneració vascular, o estimulin els programes genètics dels quals disposa l'organisme per a regenerar els axons que en l'adult es troben força apagats.

### Teràpia cel·lular
Una altra alternativa és introduir directament cèl·lules amb l'objectiu de substituir les cèl·lules danyades o reemplaçar-ne la funció. La principal aproximació és l'ús de cèl·lules mare, que tenen la capacitat de dividir-se i de diferenciar-se en cèl·lules amb característiques concretes. Segons la malaltia i el tipus de cèl·lula o teixit a reparar, hi ha moltes opcions, totes elles amb els seus avantatges i inconvenients. Per exemple, un dels principals inconvenients de l'ús de cèl·lules és que siguin reconegudes pel sistema immunològic com a entitats estranyes i en conseqüència eliminades, impedint així la seva acció. És per això que una alternativa és l'ús de cèl·lules pròpies, bé siguin cèl·lules mare obtingudes directament del pacient, o desdiferenciades a partir de cèl·lules somàtiques.